# Dorothy Kelly
Dorothy Kelly (12 de fevereiro de 1894 - 31 de maio de 1966) foi uma atriz de cinema estadunidense da era do cinema mudo, que atuou em 90 filmes entre 1911 e 1917.

## Biografia
Dorothy Kelly nasceu em Filadélfia, na Pensilvânia, filha de Bessie e Thomas Kelly, descendentes de Quakers irlandeses.
Após frequentar a National Academy of Design e conseguir trabalho em uma firma publicitária, Dorothy decidiu-se pela carreira de atriz. Como não tinha experiência na atuação, Dorothy aceitou uma pequena posição no Vitagraph Studios, assinando um contrato ainda na adolescência. Seu primeiro papel foi uma pequena ponta na versão de 30 minutos de A Tale of Two Cities, em 1911, ao lado de estrelas como Norma Talmadge, Maurice Costello, Florence Turner e Mabel Normand. Continuou sua carreira, fazendo 70 filmes para a Vitagraph, ao lado de comediantes como John Bunny e seu sucessor Hughie Mack, e o ator infantil Bobby Connelly.
Como muitas estrelas dos primórdios do cinema, a carreira de Dorothy diminuiu junto com a popularidade dos curtas-metragens. Em 1916, atuou no seriado da Vitagraph The Secret Kingdom, lançado no final daquele ano e no decorrer do ano de 1917. Ela iria deixar o cinema definitivamente após 1917, e seu último filme foi The Awakening (1917).

## Vida pessoal
Em 28 de agosto de 1916, casou com o negociante de madeiras Harvey Hevenor. Em 1922, o casal teve duas filhas, Ann e Bessie, que posteriormente se tornou pintora.
Morreu aos 72 anos, de AVC em Minneapolis, Minnesota em 1966, e está sepultada no El Camino Memorial Park.

## Filmografia parcial

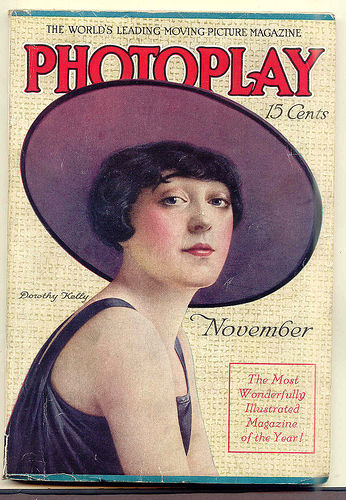
Dorothy Kelly na capa de novembro de 1916 da Photoplay Magazine

- The Awakening (1917) .... Marguerite
- The Maelstrom (1917) .... Peggy Greye-Stratton... (também conhecido como Millionaire Hallets' Adventure)
- The Money Mill (1917) .... Helen Ogden
- The Secret Kingdom (1916) .... Madame Savatz
- The Scarlet Runner (1916) .... Miss Collingwood
- The Law Decides (1916) .... Florence Wharton
- Artie, the Millionaire Kid (1916) .... Annabelle Willowby
- Salvation Joan (1916) .... Madeline Elliston
- The Supreme Temptation (1916) .... Annette
- From Out of the Big Snows (1915)
- The Wheels of Justice (1915) .... Julia Dean
- Four Grains of Rice (1915)
- The Awakening (1915)
- A Wireless Rescue (1915)
- The Battle of Frenchman's Run (1915)
- Twice Rescued (1915)
- Mother's Roses (1915) .... Helen Morrison
- In the Days of Fanny (1915)
- My Lost One (1915)
- Pawns of Mars (1915)
- Forcing Dad's Consent (1914)
- The Greater Love (1914)
- Within an Ace (1914)
- A Double Error (1914)
- The Unwritten Play (1914)
- The Wheat and the Tares (1914)
- The Greater Motive (1914)
- The Apple (1914)
- The Toll (1914)
- Two Stepchildren (1914)
- The Crime of Cain (1914)
- The Antique Engagement Ring (1914)
- Sonny Jim at the North Pole (1914)
- The Vanity Case (1914)
- An Easter Lily (1914)
- 'Fraid Cat (1914)
- The Drudge (1914)
- The First Endorsement (1914)
- Sonny Jim in Search of a Mother (1914)
- The Flirt (1913)
- The Tables Turned (1913)
- The Glove (1913) .... A esposa
- An Unwritten Chapter (1913)
- The Snare of Fate (1913) .... Marion Marbury
- An Infernal Tangle (1913)
- A Modern Psyche (1913) .... June
- Tricks of the Trade (1913)
- Disciplining Daisy (1913) .... Daisy
- Bunny Versus Cutey (1913)
- Playing with Fire (1913) .... Marion Harrington
- Bunny's Honeymoon (1913) .... Dorothy
- O'Hara's Godchild (1913) .... Mrs. Tom O'Grady
- The Weapon (1913)
- The Skull (1913)
- Ma's Apron Strings (1913) .... Molly Bush
- My Lady of Idleness (1913)
- All for a Girl (1912) .... Claire Taylor
- O'Hara, Squatter and Philosopher (1912) .... Aileen Sullivan
- The Model for St. John (1912)
- Bettina's Substitute; or, There's No Fool Like an Old Fool (1912)
- None But the Brave Deserve the Fair (1912)
- The Counts (1912) .... Gladys
- Popular Betty (1912) .... Rival
- The Lovesick Maidens of Cuddleton (1912) .... Uma das donzelas apaixonadas
- Rip Van Winkle (1912/I) .... Steenie adulta
- Suing Susan (1912) .... Arrumadeira
- Aunty's Romance (1912) .... Estenógrafa
- The Troublesome Step-Daughters (1912) .... Uma enteada
- On the Pupil of His Eye (1912)
- Pseudo Sultan (1912) .... Uma dançarina
- A Tale of Two Cities (1911)
- The Awakening (1917)